# Дзеронжня (Піньчовський повіт)
Дзеронжня (пол. Dzierążnia) — село в Польщі, у гміні Дзялошиці Піньчовського повіту Свентокшиського воєводства.
Населення — 392 особи (2011).
У 1975—1998 роках село належало до Келецького воєводства.

## Демографія
Демографічна структура на день 31 березня 2011 року:
|          | Загалом | Допрацездатний вік | Працездатний вік | Постпрацездатний вік |
| -------- | ------- | ------------------ | ---------------- | -------------------- |
| Чоловіки | 197     | 34                 | 136              | 27                   |
| Жінки    | 195     | 30                 | 103              | 62                   |
| Разом    | 392     | 64                 | 239              | 89                   |